# セントラル警備保障
セントラル警備保障株式会社（セントラルけいびほしょう、英: CENTRAL SECURITY PATROLS CO., LTD.）は、日本の警備、セキュリティサービス会社である。セコム、ALSOKに次ぐ業界三大大手であり、グループ会社を通じて全国展開している。
コーポレーションカラーは緑、略称はCSPである。

## 概要
1966年（昭和41年）に設立。直後ビートルズの来日公演にあたり、警備を引き受けた。警備サービス業では業界第3位。
三井業際研究所にかつて所属していたなど、過去の経緯から三井グループと親密な企業とされている。
「週刊ダイヤモンド」では天下りの多い企業ランキングで第4位にランクインしている。三井物産、住友商事、日本貨物鉄道、東日本旅客鉄道（JR東日本）、日立ビルシステム、ケンウッドなどと提携関係にある。特にJR東日本はパートナー企業であり、同社からの天下りも多い。歴代社長および役職者にはJR東日本からの出向がほとんどを占めている。また社員にも、JR東日本からのエルダー社員制度による出向者が多く在籍する。各社本社屋の施設警備も担当している。
主な警備先としては東京駅 、バスタ新宿などのJR東日本関連施設をはじめ、日本テレビタワー、TBS放送センターの放送局や日本経済新聞社、経団連会館ビルなどのオフィスビルがある。

## 事業に関する概要

### 施設警備
施設警備においては親密な関係にある三井物産や住友商事、提携関係にある日立ビルシステム、ケンウッド、その他日本コカ・コーラの本社など、オフィス系の警備に強い。また、放送局のTBS放送センター、日テレタワーの警備も行っている。

### 鉄道警備
前述のとおり、JR東日本とは提携関係にあり、同社の持分法適用関連会社である。本社ビルや東京駅、新宿駅などの駅に加え、関連施設の新宿ミライナタワーの警備も行っている。JR東日本の警備物件に関しては、グループ会社のエスシーエスピーも担当しており、駅では上野駅 、大宮駅、新潟駅を警備している。また、各ターミナル駅にて車椅子介助や忘れ物窓口の委託も受けている。
東海道新幹線の全日警と同様に、新幹線車内の警乗も行っている。警乗するのは東北新幹線の東京駅～仙台駅、盛岡駅、新青森駅、北陸新幹線の東京駅～長野駅、上越新幹線の東京駅～新潟駅の区間である。臨時便を除く全列車に警備員を配置しており、最速達列車（かがやき、はやぶさ、こまち）は長距離、それ以外に関しては東京～大宮までの配置である。しかし、一部のときには東京～新潟間で配置している。
警乗は全てグループ会社が担当しており、全区間（東京駅～大宮、新潟、長野、仙台）をエスシーエスピー、新安全警備保障、北陸新幹線を長野県交通、東北新幹線（東京駅～仙台駅、盛岡駅、新青森駅）をCSP東北がそれぞれ担当している。
警備員の装備としては、防刃ベスト、特殊警棒とウェアラブルカメラがある。ウェアラブルカメラは胸に装着しており、有事の際にはJR東日本の新幹線旅客司令、統括本部による映像確認による後方支援が可能である。腕には駅員同様にJR東日本の警戒腕章を着用している。

### 機械警備
ホームセキュリティでは、ファミリーガードアイを販売している。JR東日本・東京メトロ・都営地下鉄との共同事業の駅の改札でSuica・PASMOの通過時の行動を確認することによる子供見守りサービス「まもレール」も販売している。

### ロボット開発

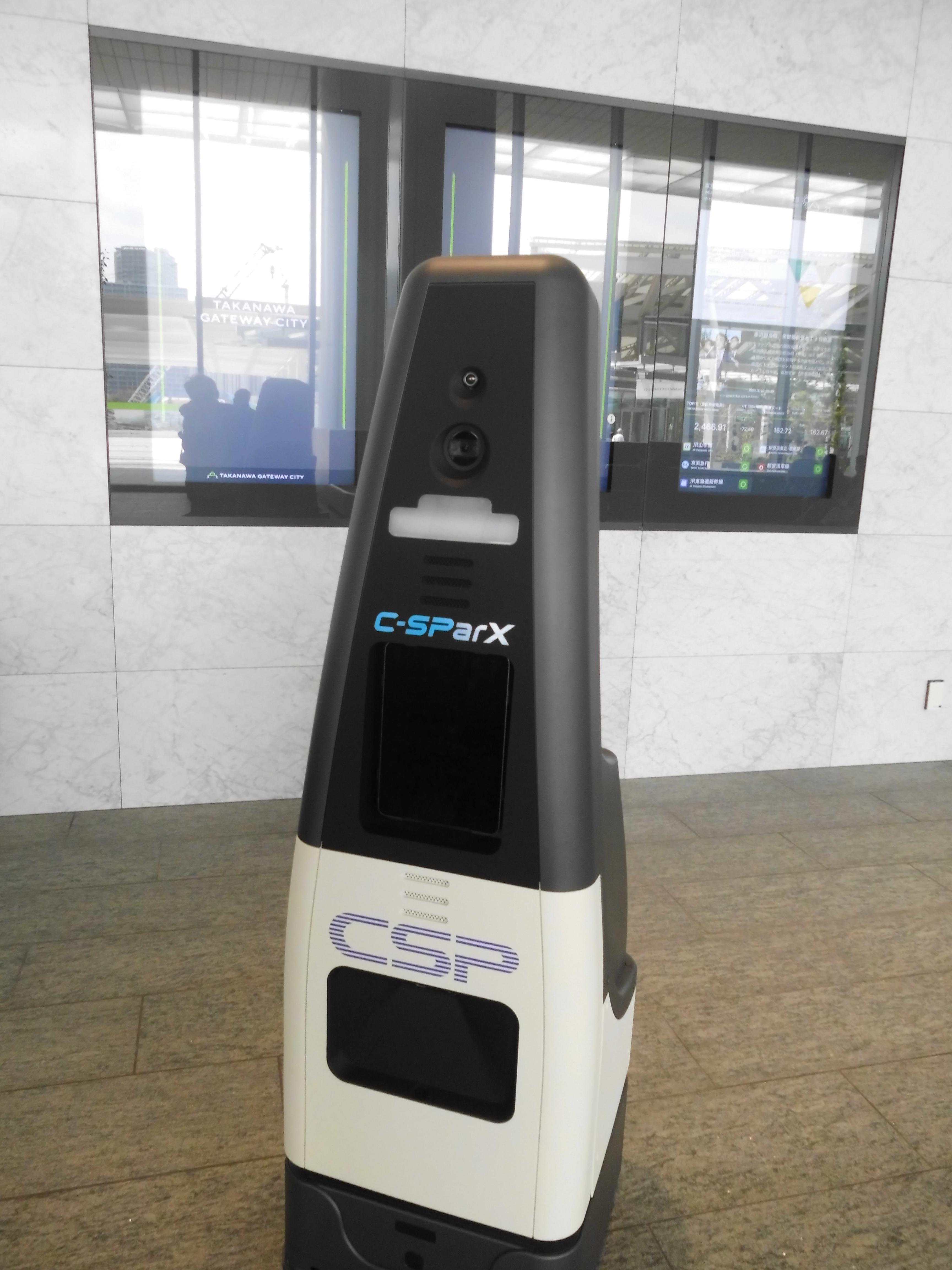
TAKANAWA GATEWAY CITYで稼働する巡回パトロールロボ

自律走行型警備ロボットを開発し、2022年の販売を予定している。AIによる解析でエレベーターに乗ることもでき、長時間の走行も可能である。異常が発生した場合は警備員が持つスマート端末に通知がいくようになっている。
2021年6月に日本コカ・コーラ本社にて運用を開始している。

## その他
1966年に来日したビートルズの警備を担当した過去がある。これが最初の大仕事であった。その他にも長野オリンピック、伊勢志摩サミット、東京オリンピック等の大規模イベントの警備実績がある。

### 制服
創業当初は警察に似た制服を着用しており、その後、長らくはCSPのコーポレーションカラーとなる緑色を基調としたものを採用していた。
創業55周年を記念し、2021年に3代目にリニューアルされ、デザインがグループ会社で統一された。サステナブル、環境に配慮しており、再生化可能な素材を使用している。新制服はコーポレーションカラーである緑を基調に、シンプルでスマートなデザインとなった。
2代目、3代目制服共に合服を取り入れており、冬服の際は制服の長袖にネクタイを着用してブレザーを着るスタイルである。

## 沿革
- 1966年（昭和41年）3月10日 - 創業者の森田健三が東京都中央区銀座西六丁目6番地に、常駐警備を主たる事業目的としてセントラル警備保障株式会社を設立する。
- 1972年（昭和47年）4月19日 - 三井物産と住友商事の共同出資により設立された「日本セントラルシステム」との合弁により、機械警備を主たる事業目的とするセントラル機械警備株式会社（略称、CSK）を設立する。
- 1979年（昭和54年）3月 - セントラル警備保障がセントラル機械警備に吸収合併。存続会社であるセントラル機械警備がセントラル警備保障株式会社に商号を変更する。
- 1986年（昭和61年）8月 - 社団法人日本証券業協会（東京地区協会）に株式を店頭登録する。
- 1988年（昭和63年）12月 - 東京証券取引所市場第二部に株式を上場する。
- 1992年（平成4年）11月 - セントラル警備保障を中心に全国の提携警備会社で構成するセントラルセキュリティリーグ（CSL）を発足する。
- 1997年（平成9年）12月18日 - 東日本旅客鉄道（JR東日本）と「業務提携基本契約」を締結する。
- 2004年（平成16年）2月 - 東京証券取引所市場第一部に株式を上場する。
- 2008年（平成20年） - ホームセキュリティーファミリーガードアイを販売開始
- 2021年（令和3年）3月 - 創業55周年を迎える。制服のデザインをリニューアルする。
- 2024年（令和6年）7月1日 - 阪急阪神ハイセキュリティサービスから常駐警備事業を取得。

## 不祥事
- 2019年（平成31年）4月11日 - 男性警備員が沖縄県与那原町内で酒気を帯びた状態で軽自動車を運転した現行犯で逮捕された[1]。
- 2020年（令和2年）2月21日 - 顧客情報を含むデータを保管したUSBメモリの紛失が判明した。記録情報は顧客76件の企業名称、施設名称、住所、電話番号で、うち個人情報保護法にかかる個人情報は1件である[2]。
- 2021年（令和3年）
  - 5月13日 - 新型コロナウイルス対策で個人事業者らに支給される国の持続化給付金をだまし取ったとして、警備員4人が詐欺容疑で沖縄県那覇警察署に刑事告発された[3]。
  - 5月11日 - 常駐警備先である京三製作所の建物内からパソコンを盗んだとして男性警備員が逮捕された[4]。
  - 7月14日 - 常駐警備先である京三製作所の本社工場および倉庫の2棟に放火し、約1050平方メートルを焼いたとして男性警備員が逮捕された[4]。
  - 12月 - 海上警備をしている辺野古の新基地建設エリアの漁港を県に無許可で使用し、プレハブの事務所2棟の建造や船の陸揚げをしていた[5]。

## 主な関連会社
- エスシーエスピー
- CSPビルアンドサービス
- 関西シーエスピー
- 新安全警備保障
- 特別警備保障
- 東亜警備保障
- セントラルエージェンシー
- ジェイアールエフ・パトロールズ
- ワールド警備保障
- トーノーセキュリティ
- CSPほっとサービス
- CSPパーキングサポート
- シーティディネットワークス

## 主な警備先
- JR東日本の各駅、新宿ミライナタワー
- 日本経済新聞社本社
- 八重洲サピアタワー
- 晴海トリトンスクエア
- 梅田スカイビル
- 日本コカ・コーラ株式会社本社
- 経団連会館
- TBS放送センター
- 日テレタワー

など

## セントラルセキュリティリーグ
セントラルセキュリティリーグ（Central Security League、CSL）は、セントラル警備保障と全国各地の警備会社が提携し形成するネットワーク。支店・営業所がない地域での業務をカバーしている。
- セントラル警備 - 北海道函館市
- 津軽警備保障 - 青森県弘前市
- 北上ビルメン - 岩手県北上市
- ユーアイ警備保障 - 秋田県秋田市
- セロン東北 - 山形県山形市
- 新安全警備保障 - 茨城県水戸市
- 東亜警備保障 - 栃木県宇都宮市
- 群馬警備保障 - 群馬県前橋市
- 富士総業 - 新潟県新潟市
- 日本連合警備（山梨） - 山梨県甲府市
- 日本連合警備（長野） - 長野県松本市
- ホクタテ - 富山県富山市
- 東洋警備保障（石川） - 石川県金沢市
- アイビックス - 福井県福井市
- トーノーセキュリティ - 岐阜県多治見市
- イセット - 三重県津市
- 和歌山警備保障 - 和歌山県和歌山市
- 山陽セフティ - 岡山県岡山市
- 北陽警備保障 - 島根県松江市
- CGSコーポレーション - 山口県岩国市
- 東洋警備保障（徳島） - 徳島県徳島市
- 四国警備保障 - 香川県高松市
- セキュリティエヒメ - 愛媛県松山市
- エフティオー - 高知県高知市
- 第一警備保障 - 福岡県北九州市
- ふよう長崎 - 長崎県長崎市
- 日本連合警備（大分） - 大分県大分市
- 企業警備保障 - 宮崎県宮崎市
- 全国警備保障 - 鹿児島県鹿児島市
- 全島警備保障 - 沖縄県宜野湾市

## CM出演者
- 岡田准一 - 2019年（令和元年）6月からイメージキャラクターとして起用[6]。

過去
- 星野仙一 - 2006年（平成18年）からキャラクターとして起用。2018年1月の没後も所属事務所や遺族の了承の下、CMに追悼テロップを加えた上で継続放映された[7]。

## 番組スポンサー
現在
- ぶらり途中下車の旅（日本テレビ）
- THE TIME,（TBS）（火・木曜、5時台スポンサー）
- Nスタ（TBS）（火曜日、17時台前半スポンサー）
- BSフジLIVE プライムニュース（BSフジ）
- ニッポン放送ショウアップナイター（ニッポン放送）

過去
- 所さんの目がテン!（日本テレビ）（2011年4月 - 9月）
- NNNストレイトニュース（日本テレビ）（日曜日、2007年10月 - 2011年3月）
- 時事放談（TBS）
- 熱闘!ゴルフ向上委員会（テレビ東京）